# Landgericht Lauf
Das Landgericht Lauf war ein von 1808 bis 1879 bestehendes bayerisches Landgericht älterer Ordnung mit Sitz in Lauf an der Pegnitz im heutigen Landkreis Nürnberger Land.
1808 wurde im Verlauf der Verwaltungsneugliederung Bayerns das Landgericht Lauf errichtet. Dieses wurde zunächst dem Pegnitzkreis zugeschlagen und kam mit dessen Auflösung 1810 an den Rezatkreis.

## Lage
Das Landgericht Lauf grenzte im Osten an das Landgericht Hersbruck, im Süden an das Landgericht Altdorf, im Südwesten an das Landgericht Nürnberg, im Nordwesten an das Landgericht Erlangen und im Norden an das Landgericht Gräfenberg.

## Struktur
Das Landgericht wurde in 14 Steuerdistrikte aufgeteilt, die vom Rentamt Hersbruck verwaltet wurden:
- Germersberg mit Großbellhofen, Kleinbellhofen, Laipersdorf, Röhrischhof, Untersdorf und Weigensdorf;
- Hedersdorf mit Au, Enzenreuth, Hinterhof, Kaltenherberg, Lochhof, Lohmühle, Poppenhof, Rabenshof und Simmelsdorf;
- Herpersdorf mit Bullach, Ebach, Eckenhaid, Marquardsburg und Mausgesees;
- Hormersdorf mit Bernhof, Buderhof, Diepoltsdorf, Judenhof, Rampertshof, Schindelrangen, Unterachtel und Utzmannsbach;
- Hüttenbach mit Bühl, Kaltenhof, Oberndorf, Oberwindsberg, Sankt Martin und Unterwindsberg;
- Kirchröttenbach mit Benzendorf, Freiröttenbach, Illhof, Lillinghof und Oedhof;
- Lauf mit Sankt Kunigunda;
- Neunhof mit Beerbach und Tauchersreuth;
- Osternohe mit Bondorf, Entmersberg, Frohnhof, Götzlesberg, Haidling, Kreuzbühl, Reingrub, Schloßberg und Waizmannsdorf;
- Ottensoos mit Rüblanden und Weigenhofen;
- Rothenberg mit Eichig, Kersbach, Neunkirchen, Rollhofen, Siegersdorf, Speikern und Weißenbach;
- Schnaittach mit Franzenhammer und Ziegelhütte;
- Schönberg mit Himmelgarten, Letten, Nessenmühle, Röthenbach, Schnackenhof und Wetzendorf;
- Simonshofen mit Dehnberg, Egelsee, Heuchling, Höflas, Kuhnhof, Seiboldshof, Veldershof, Vogelhof und Walkershofen.

1818 gab es im Landgericht Lauf 11266 Einwohner, die sich auf 2622 Familien verteilten und in 2333 Anwesen wohnten.
1820 gehörten 2 Munizipalgemeinden und 37 Ruralgemeinden zum Landgericht:
- Beerbach mit Tauchersreuth;
- Benzendorf mit Illhof und Oedhof;
- Bondorf;
- Bullach;
- Dehnberg mit Egelsee und Höflas;
- Diepoltsdorf mit Rampertshof;
- Eckenhaid mit Eckenmühle und Marquardsburg;
- Freiröttenbach mit Lillinghof;
- Germersberg mit Laipersdorf;
- Großbellhofen mit Kleinbellhofen;
- Haidling mit Entmersberg, Frohnhof, Götzlesberg und Reingrub;
- Hedersdorf mit Lochhof und Lohmühle;
- Herpersdorf mit Ebach und Mausgesees;
- Heuchling;
- Hormersdorf mit Bernhof und Buderhof;
- Hüttenbach mit Bühl und Kaltenhof;
- Kersbach;
- Kirchröttenbach;
- Lauf mit Sankt Kunigunda;
- Neunhof;
- Neunkirchen;
- Oberndorf mit Oberwindsberg, Sankt Martin und Unterwindsberg;
- Osternohe mit Kreuzbühl, Schloßberg und Waizmannsdorf;
- Ottensoos;
- Rabenshof mit  Au, Enzenreuth, Hinterhof, Kaltenherberg und Poppenhof;
- Rollhofen mit Eichig;
- Röthenbach mit Schnackenhof;
- Rothenberg;
- Schnaittach mit Franzenhammer und Ziegelhütte;
- Schönberg mit Nessenmühle;
- Siegersdorf mit Weißenbach;
- Simmelsdorf;
- Simonshofen mit Walkershofen;
- Speikern;
- Untersdorf mit Röhrischhof und Weigensdorf;
- Utzmannsbach mit Judenhof, Schindelrangen und Unterachtel;
- Veldershof mit Kuhnhof, Seiboldshof und Vogelhof;
- Weigenhofen mit Rüblanden;
- Wetzendorf mit Himmelgarten und Letten;

Au wurde nach Ottensoos umgemeindet, Rothenberg nach Schnaittach und die Gemeinde Untersdorf nach Großbellhofen.

## Weitere Entwicklung
Vom Landgericht Erlangen kamen 1824 Behringersdorf und Rückersdorf (mit Kotzenhof, Rudolfshof und Strengenberg) hinzu und 1843 Günthersbühl (mit Hub und Nuschelberg) und Oedenberg (mit Gaisreuth und Simmelberg).
1840 hatte das Landgericht Lauf eine Fläche von 31⁄2 Quadratmeilen (≈196 km²) und 14460 Einwohner, wovon 5481 Katholiken, 8366 Protestanten und 613 Juden waren. Es gab 106 Ortschaften (1 Stadt, 1 Festung, 1 Markt, 8 Pfarrdörfer, 2 Kirchdörfer, 26 Dörfer, 39 Weiler und 28 Einöden) und 41 Gemeinden (1 Magistrat 2. Klasse, 1 Magistrat 3. Klasse und 39 Landgemeinden).
Anlässlich der Einführung des Gerichtsverfassungsgesetzes am 1. Oktober 1879 kam es zur Errichtung eines Amtsgerichts in Lauf an der Pegnitz, dessen Sprengel aus dem Bezirk des gleichzeitig aufgehobenen Landgerichts gebildet wurde.